# 北海道薬品
北海道薬品株式会社（ほっかいどうやくひん）は、北海道札幌市北区北6条西6丁目に本社を置き、主として医薬品の卸売を行っていた会社である。現在は「株式会社ほくやく」である。1947年（昭和22年）3月26日 創業

## 概要
- 代表取締役社長　古賀有道
- 資本金　2,000万円

## 大株主
- ホシ伊藤
- 網谷安治
- 山口松治
- 宮樫富治
- 古賀有道

## 営業所
- 苫小牧営業所
- 空知営業所

## 主な取引メーカー
- ホシ伊藤
- 田辺製薬
- 三共

## 関係会社
- ホシ伊藤